# Morgan County (Ohio)
 For alternative betydninger, se Morgan County. (Se også artikler, som begynder med Morgan County)
Morgan County er et county i den amerikanske delstat Ohio.

## Demografi
Ifølge folketællingen fra 2000 boede der 14,897 personer i amtet. Der var 5,890 husstande med 4,176  familier. Befolkningstætheden var 14 personer pr. km². Befolkningens etniske sammensætning var som følger: 93.66 % hvide, 3.41 % afroamerikanere.
Der var 5,890 husstande, hvoraf 30.90 % havde børn under 18 år boende. 56.90 % var ægtepar, som boede sammen, 9.90 % havde en enlig kvindelig forsøger som beboer, og 29.10 % var ikke-familier. 25.50 % af alle husstande bestod af enlige, og i 12.00 % af tilfældene boede der en person som var 65 år eller ældre.
Gennemsnitsindkomsten for en hustand var $28,868 årligt, mens gennemsnitsindkomsten for en familie var på $34,973 årligt.

## Geografi
ifl. U.S. Census Bureau, bestod amtet af et totalt areal på 1.093 km². 1.082 km² er land og 11 km² (1.00%) er vand.

### Nabo amter
- Muskingum County (nord)
- Noble County (nordøst)
- Washington County (sydøst)
- Athens County (sydøst)
- Perry County (vest)

39°37′N 81°51′V / 39.61°N 81.85°V